# Успенский монастырь (Ратбури)
Монастырь в честь Успения Пресвятой Богородицы (тайск. อารามแม่พระรับเกรียติเข้าสู่สวรรค์) — мужской монастырь Таиландской епархии Русской православной церкви, расположенный тамбоне (сельском округе) Ангтхонг района Мыанг Ратбури провинции Ратбури в Таиланде. Единственный православный монастырь в Таиланде.
Престольный день — 15 (28) августа (Успение Богородицы).

## История
Появление данного монастыря было связано с отсутствием на территории Таиланда православного кладбища и повсеместно принятой в стране практикой кремации усопших, что противоречит традиции православной Церкви, но поскольку в Таиланде было невозможно устроение кладбища в непосредственной близости к Бангкоку, то было принято решение о покупке земли в 100 км от Бангкока.
17 февраля 2009 года председатель Комитета Фонда православной церкви в Таиланде диакон Даниил Ванна совершил рабочую поездку в провинцию Ратбури, где от имени православной церкви в Таиланде заключил сделку по приобретению в церковную собственность участка земли размером 8200 м², где планировалось устроение Свято-Успенского прихода, духовного училища и православного кладбища.
15 августа 2009 года иерей Даниил Ванна, посетил провинцию Ратбури, где встретился со 11-ю старостами местных деревень по их просьбе. В связи с планами строительства православного храма в этой провинции, 98 % жителей которой исповедуют буддизм, представители местного самоуправления пожелали ближе познакомиться с учением православной церкви, опасаясь возможности межрелигиозного конфликта.
В ноябре 2009 года на приобретённом участке было начато строительство храма. На прилегающей к территории был освящён участок для первого в Таиланде православного кладбища.
Из-за отсутствия достаточного количества прихожан вместо прихода было решено создать здесь мужской монастырь. В июле 2010 года патриарх Московский и всея Руси Кирилл поддержал предложение архимандрита Олега (Черепанина) о создании Свято-Успенского мужского монастыря. На тот момент завершалось строительство храма в честь Успения Пресвятой Богородицы и комплекса жилых и хозяйственных зданий. Архимандриту Олегу (Черепанину) благословлено начать работы по организации монашеской общины для нового монастыря, предоставив кандидатуры насельников на рассмотрение в Секретариат Московской Патриархии по зарубежным учреждениям.
В сентябре 2010 года монастырь посетила группа прихожан Свято-Николаевского храма Бангкока и учащиеся катехизаторских курсов, которые ознакомились с завершающим этапом строительно-отделочных работ. Они доставили в монастырь мебель, бытовую и хозяйственную утварь, пожертвованную различными благодетелями.
В ноябре 2010 года строящийся монастырь посетили представитель Русской православной церкви в Таиланде архимандрит Олег (Черепанин) и Председатель Фонда православной церкви в Таиланде иерей Данай Ванна и утвердили проект Святых врат обители, кладбищенской ограды и часовни в честь иконы Божией Матери «Иверская», которую решено устроить при входе на территорию кладбища. Также согласован проект благоустройства территории обители и строительства дополнительного помещения для хозяйственных нужд.
В декабре 2010 года диакон Георгий Максимов передал монастырю церковную утварь и облачения для священнослужителей, пожертвованные Православным миссионерским обществом им. преп. Серапиона Кожеозерского гор. Москвы.
27 января 2011 года архимандрит Олег (Черепанин) посетил строящийся монастырь, где к тому времени заканчивалось благоустройство и начинали работать садовники и освятил четыре купола с крестами, предназначенные для установки над Святыми вратами обители и часовней Иверской Божией Матери при монастырском кладбище.
12 февраля 2011 года состоялся чин малого освящения монастыря и церемония гражданского открытия, которую возглавил представитель короля Таиланда — секретарь Парламентского комитета обороны Таиланда, генерал-лейтенант Акачай Чинтоза.

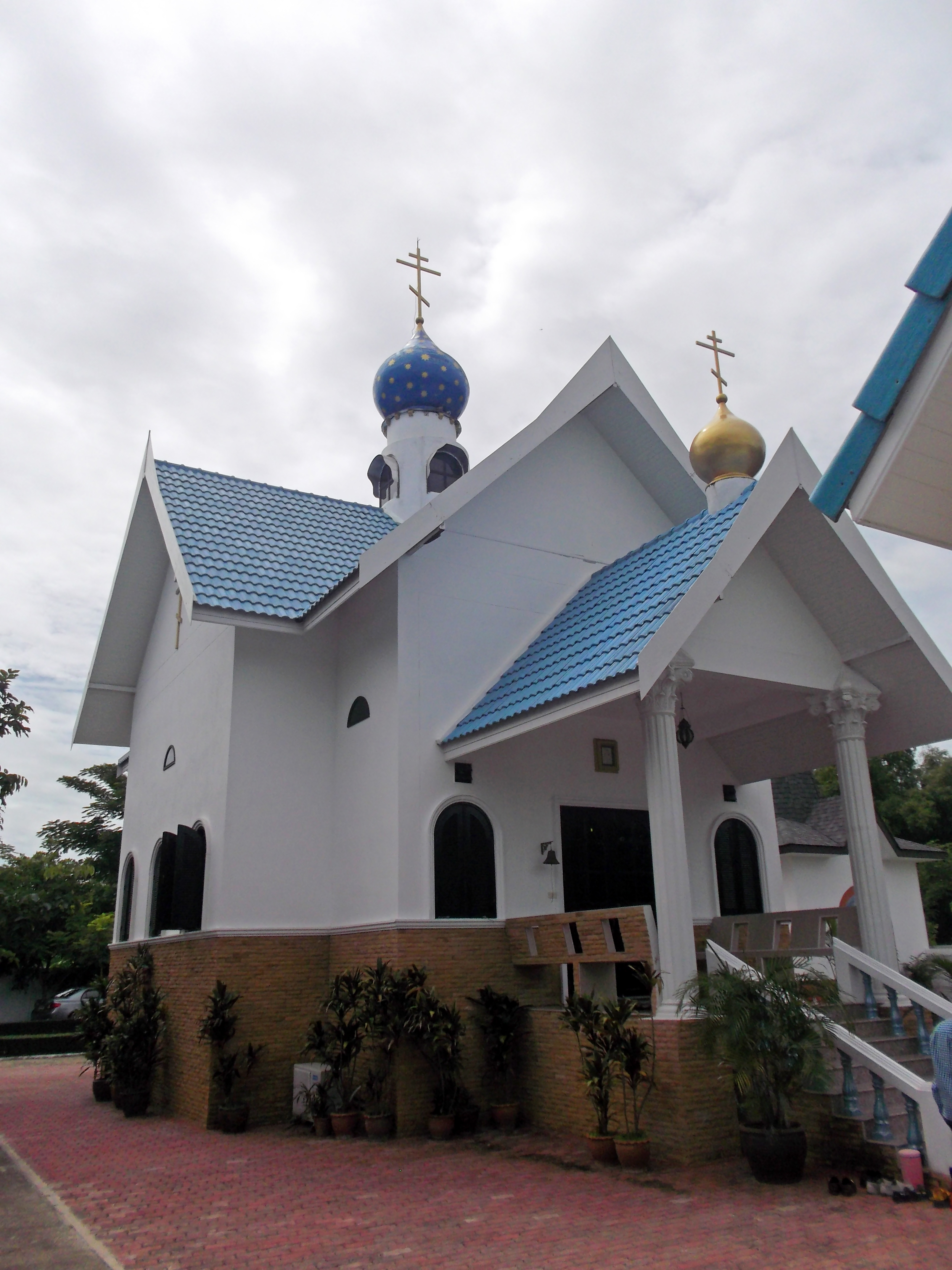
Успенский храм

13 сентября 2011 года было начато строительство колокольни, чего не предусматривал проект строительства Успенского храма в монастыре, Однако, учитывая мнение насельников и паломников монастыря, комитет фонда Православной Церкви в Таиланде постановил выделить необходимую сумму на строительство. 6 ноября того же года строительство было завершено. В будущем планировалось построить здесь здания катехизаторского училища и монастырской колокольни. Однако в дальнейшем решено было строить духовное училище на острове Пхукет рядом с Свято-Троицким храмом.
9 февраля 2012 года руководитель Управления Московской Патриархии по зарубежным учреждениям архиепископ Егорьевский Марк (Головков) совершил чин великого освящения храма в честь Успения Матери Божией мужского монастыря в Ратбури. За богослужением иеродиакон Серафим (Райча) был рукоположен в сан иеромонаха.
В результате проливных дождей в ночь с 8 на 9 ноября 2013 года уровень воды в водохранилище, находящимся в непосредственной близости к обители и, соответственно, в отводных каналах от него резко повысился. Вода вышла из берегов и в считанные минуты затопила всю прилегающую территорию. Территория монашеской общины в Ратбури оказалась затоплена. Глубина затопления была до 70 см. По предварительным подсчетам, убытки монашеской общины в Ратбури составили от 10 до 20 тыс. долл.
6 февраля 2014 года архиепископ Марк (Головков) посетил Успенскую монашескую общину, где совершил вечернее богослужение и на следующий день, 7 февраля, раннюю Литургию.
В 2014 году отмечалось: «Этот монастырь уже отличается от большинства монастырей запретом на использование интернета и минимизированным использованием телефона. Все что есть в наличии — храм, библиотека, кладбище. Молись, читай, помни о смерти. Постоянно проживает здесь всего один инок, но частенько к нему приезжают миряне — пожить и помолиться».
В сентябре 2017 года обильные проливные дожди в провинции Ратчабури привели к затоплению значительной территории монастыря. 29 сентября 2017 года в соответствии с решением Комитета Фонда Православной Церкви в Таиланде начался ремонт зданий и устроение территории монастыря. Проведены вычинка и покраска монастырской ограды по всему периметру, устройство отводных каналов для предотвращения подтопления обители в дальнейшем, полный ремонт Святых врат и реставрация куполов Успенского храма.

## Современное состояние

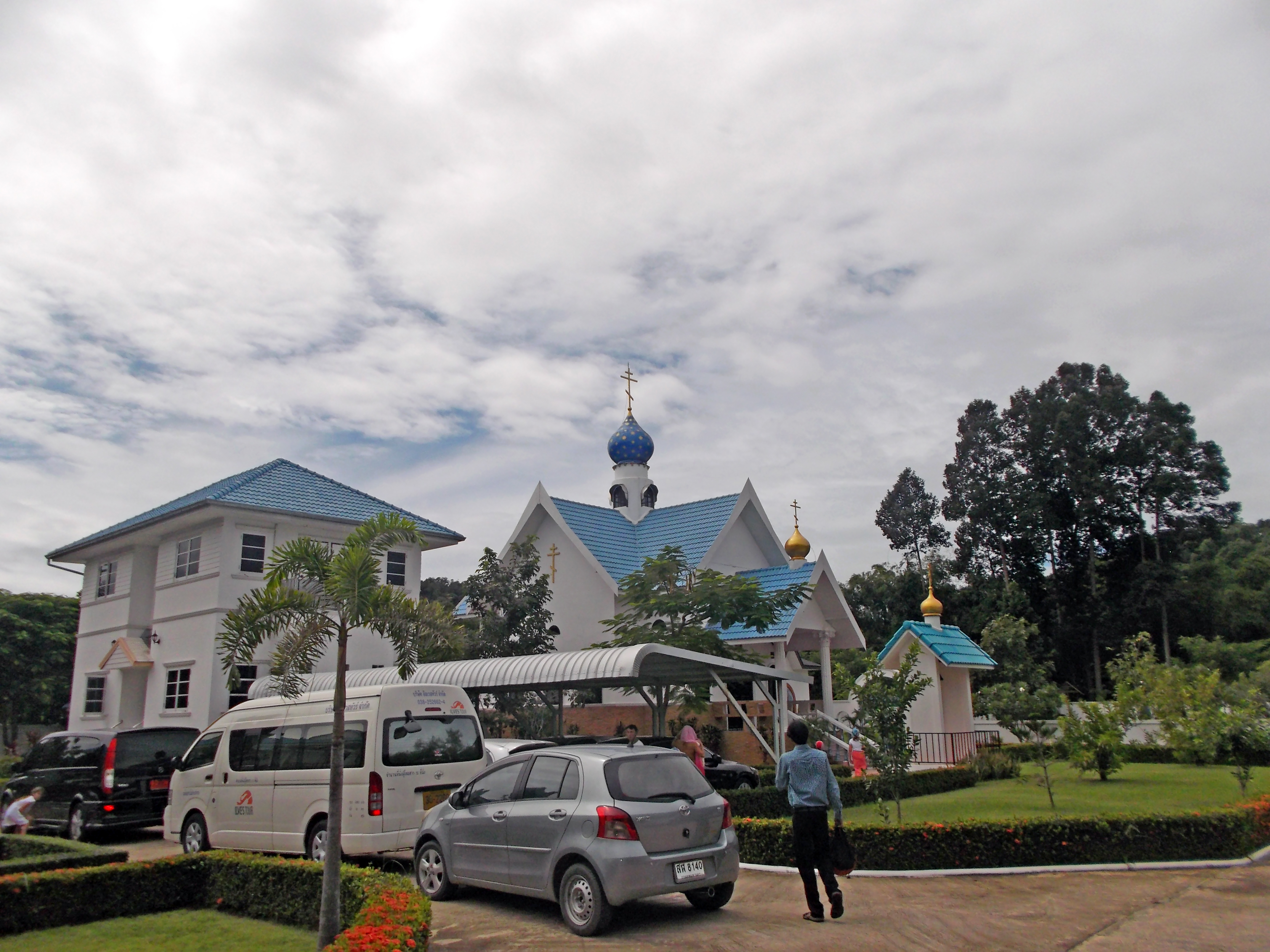
Монастырский комплекс

На 2015 год монастырский комплекс включал:
- полностью обустроенный храм в честь Успения Божией Матери
- часовня в честь Иверской иконы Божией Матери
- игуменские покои
- монастырские келии
- другие хозяйственные постройки
- сад

При монастыре располагается православное кладбище.
Общее празднование в Успенской мужской обители праздника Успения Матери Божией, объединяющее не только братию, но и верующих со всех приходов в Королевстве, заметным ежегодным событием и традицией духовной жизни православных в Таиланде, дающего радость совместного общения паствы различных православных приходов.